# 柔毛堇菜
柔毛堇菜（学名：Viola principis）是堇菜科堇菜属的植物。分布于 俄罗斯西伯利亚地区、朝鲜以及中国大陆的广西、西藏、江苏、湖南、四川、广东、湖北、浙江、云南、安徽、贵州、江西、福建等地，生长于海拔400米至2,200米的地区，多生长在山地林下、沟边、林缘、草地、溪谷以及路旁。

## 别名
紫叶堇菜（云南种子植物名录）

## 异名
- Viola principis H. de Boiss. var. acutifolia C. J. Wang